# Humberto de Campos (Maranhão)
Humberto de Campos es un municipio brasileño del estado del Maranhão. Su población es de 26 197 habitantes (2010). 